# Echidna polyzona
Echidna polyzona är en fiskart som först beskrevs av John Richardson, 1845.  Echidna polyzona ingår i släktet Echidna och familjen Muraenidae. Inga underarter finns listade i Catalogue of Life.